# Novus ordo seclorum

Reverso del Escudo de Estados Unidos.

La frase Novus Ordo Seclorum (en latín, «Nuevo Orden de los Siglos [o las Eras] ») aparece en el reverso del Gran Sello de los Estados Unidos, diseñado por primera vez en 1782 e impreso en la parte de atrás del billete de un dólar estadounidense desde 1935. La frase también aparece en el escudo de armas de la Escuela de Administración de la Universidad Yale.

## Origen y significado
La frase se tomó de la cuarta égloga de Virgilio, que contiene un pasaje (líneas 5–7) que dice:

LATÍN
Ultima Cumaei venit iam carminis aetas;

magnus ab integro saeclorum nascitur ordo.

iam redit et Virgo, redeunt Saturnia regna,

iam nova progenies caelo demittitur alto.
ESPAÑOL
Ya viene la última era de los cumanos versos:

ya nace de lo profundo de los siglos una gran orden.

Ya vuelve la Virgen, vuelven los reinados de Saturno;

ya desciende del alto cielo una nueva progenie.

Las formas saecla, saeclorum etc. eran alternativas normales a la más común saecula, etc. a lo largo de la historia de la prosa y poesía en latín. La forma saeculorum es imposible en versos hexámetros: la ae y o son largas, la u es corta por su posición. Para el cambio medieval entre ae, æ y e, véase Æ; medieval es otro ejemplo.
Los cristianos medievales interpretaron el poema de Virgilio como una profecía de la llegada de Cristo.
La palabra seclorum no significa «secular», como se podría pensar, sino que es el genitivo (posesivo) plural de la palabra saeculum, que en este contexto significa' generación, siglo o era'. Saeculum no pasó a significar 'del mundo' hasta el latín cristiano tardío y «secular» se deriva de ella, a través de secularis. Sin embargo el adjetivo secularis, que significaría 'mundialmente', no es equivalente al nominativo plural posesivo seclorum, que significa 'de las eras'.
Por lo tanto el lema Novus Ordo Seclorum se puede traducir como «Nuevo orden de las eras». Fue propuesto por Charles Thomson, el experto en latín involucrado en el diseño del Escudo de los Estados Unidos, con el significado de «el comienzo de la Era Americana» señalado por la Declaración de Independencia.